# Zlaté návrší
Zlaté návrší är en bergskedja i Tjeckien. Den ligger i regionen Hradec Králové, i den norra delen av landet. Bergskedjan ingår i Krkonoše (tyska: Riesengebirge).